# Chirosia grossicauda
Chirosia grossicauda är en tvåvingeart som beskrevs av Gabriel Strobl 1899. Chirosia grossicauda ingår i släktet Chirosia och familjen blomsterflugor. Arten är reproducerande i Sverige. Inga underarter finns listade i Catalogue of Life.